# Albert Arizza
Albert Arizza (Madrid, 1978) és un director de cinema i guionista espanyol. Va estudiar direcció cinematogràfica a Madrid i història del cinema en París, on comença a filmar els seus primers curtmetratges. Comença a enlluernar amb el curt Energy Hunter, uuna senzilla metafóra retrofuturista, és nominat al millor curt de ciència-ficció Europeu. Funda la productora de cinema i publicitat Cinema Resistance al costat de Mónika Goyanes.
Ramírez és el seu primer llargmetratge en el qual s'ocupa del Guió, Direcció cinematogràfica, Director de fotografia, muntatge i producció. És premiat amb el Diploma Discovery del premi Noves Visions del XLI Festival Internacional de Cinema Fantàstic de Catalunya i Bisnaga de plata al millor director -Festival de Màlaga, Nominat al Independent Camera Award de Festival Internacional de Cinema de Karlovy Vary i al Golden Zenit al Festival Internacional de Cinema de Montreal.
En 2022, ha filmat tres curtmetratges: Anamnesis , Aislados  i Poseidón y los fractales del mar . Actualment es troba preparant la seva segona pel·lícula Volare.

## Treballs
- Anamnesis. •Director, Guionista, Música i Muntatge.
- Aislados. •Director, Guionista, Música i Muntatge.
- Poseidón y los fractales del mar. •Director, Guionista, Música i Muntatge.
- Running Free •Curtmetratge. Animación. Productor, Director
- Ramírez •Llargmetratge. 95min. •Director, Guionista, D. Foto i Muntatge.
- Jellyfish Invasion •Director i muntador.
- Energy Hunter •Curtmetratge. 7 min. 35mm. •Director i guionista.
- The Ecoroad •Videoart. •Director, guionista i muntador.
- Secretos y leyendas •Sèrie documental de TV. • Productor.
- Room 18 •Curtmetratge. •Director, guionista i muntador.
- Pandora •Curtmetratge. •Director, guionista i muntador.